# Minimalizm (sztuki plastyczne)

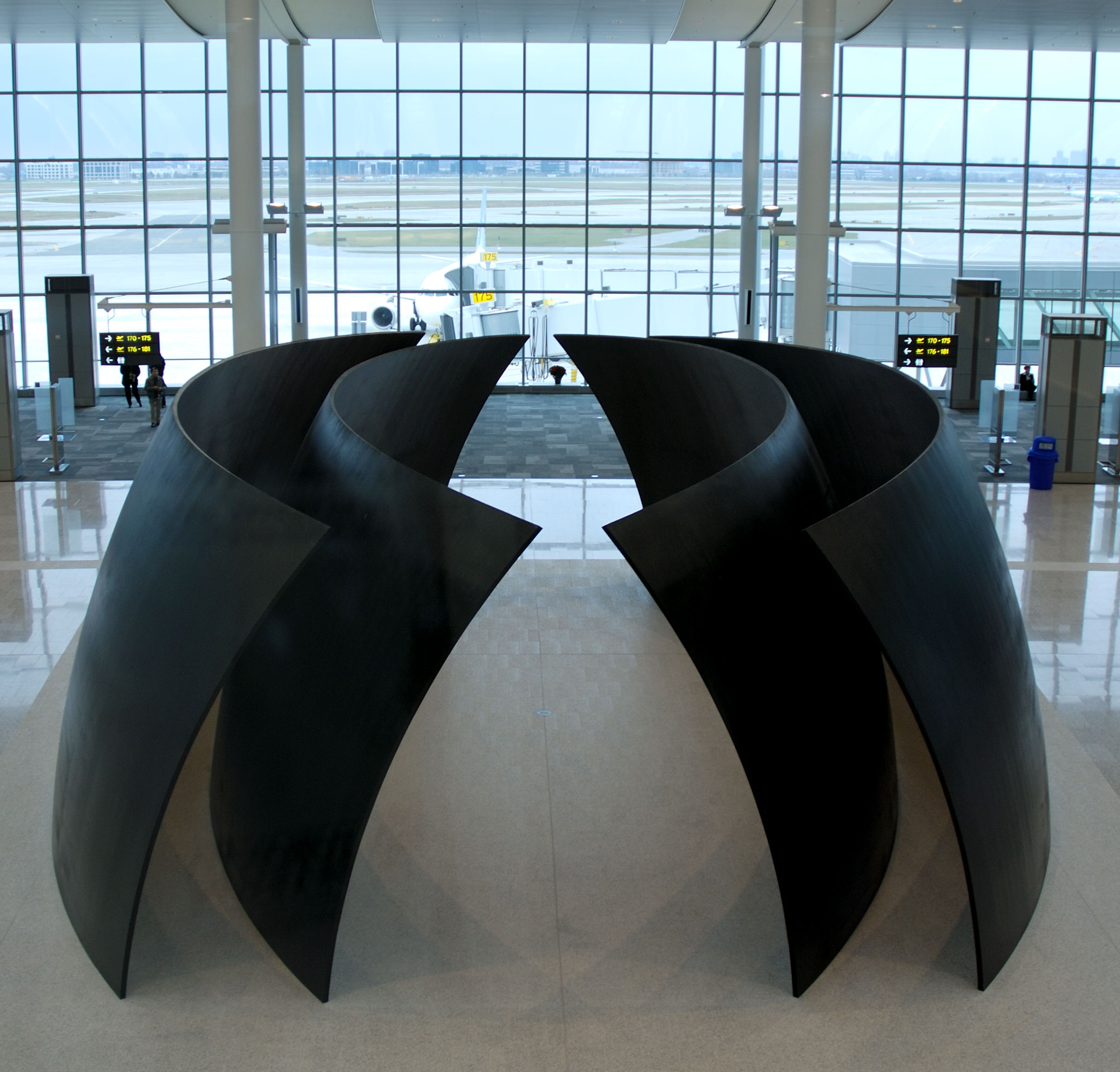
Rzeźba Richarda Serry, Toronto

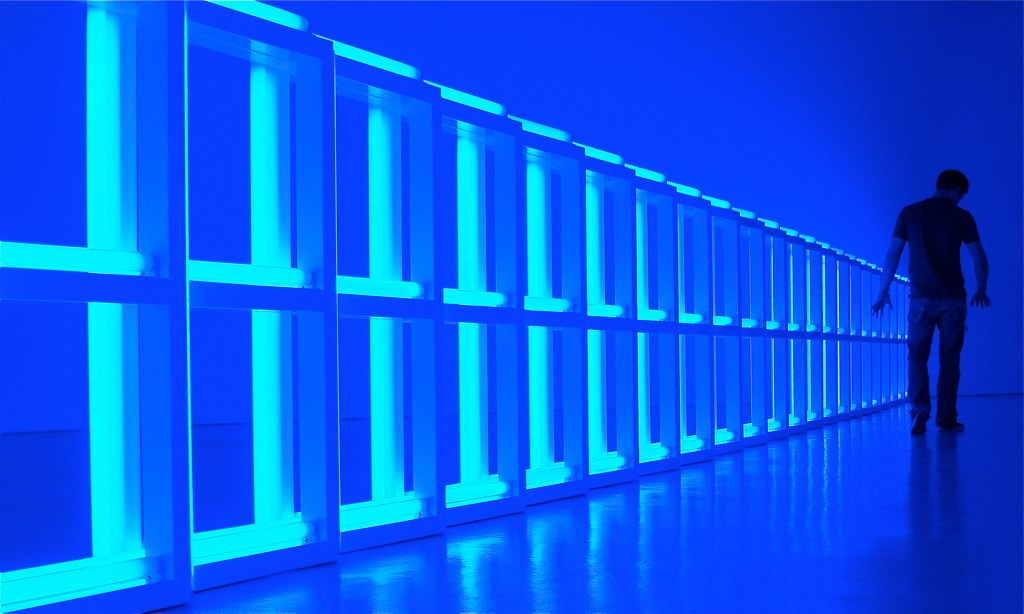
Praca Dana Flavina

Minimalizm, sztuka minimalna (ang. minimalism albo minimal art) – nurt w sztuce, rozwijający się w latach 60. XX wieku.

## Historia
Twórcy minimalizmu dążyli do ograniczenia w dziele środków plastycznych. Operowano jedynie uproszczoną bryłą, podstawowymi kształtami (okrąg, trójkąt, prostokąt), gładkimi powierzchniami oraz wielkościami i skalą (powstawały tak często monumentalne obiekty).
W dziełach tych wyeliminowano „ślad autorski” tworząc prace o anonimowej atmosferze. Tendencja ta odwoływała się do pierwotnych form architektury i fascynacji produkcją przemysłową (pokrewna postawa do konstruktywizmu). Powstawały w ten sposób obrazy o prostych podziałach np. modułowych lub całkiem gładkie, obiekty-rzeźby jako proste bryły, lub zestawy brył, czasami budzące architektoniczne skojarzenia.
Jest nurtem przeciwstawnym wobec prądów charakteryzujących się bogactwem form i środków ekspresji. Wyznacznikami tego rodzaju twórczości są: oszczędna stylistyka, unikanie dekoracyjności, ograniczanie jaskrawych barw do akcentów, oraz eliminowanie możliwości kojarzenia elementów dzieła z czymkolwiek.
Interpretacje tych dzieł nasuwają skojarzenia dotyczące: spokoju, kontemplacji, medytacji, bezruchu, ciszy. Strategia ta sprawia, że widz koncentruje się na kontemplacji barw nałożonych w różnym natężeniu. Dzieła te mają w sobie też rodzaj sterylności, gdzie każde zakłócenie może przeszkadzać, charakteryzują się precyzją wykonania. Istotnym ośrodkiem tej sztuki była galeria Dwan Gallery w Los Angeles.
Postawa tej sztuki była realizowana również w takich kierunkach jak: konceptualizm, sztuka ziemi, mail art.

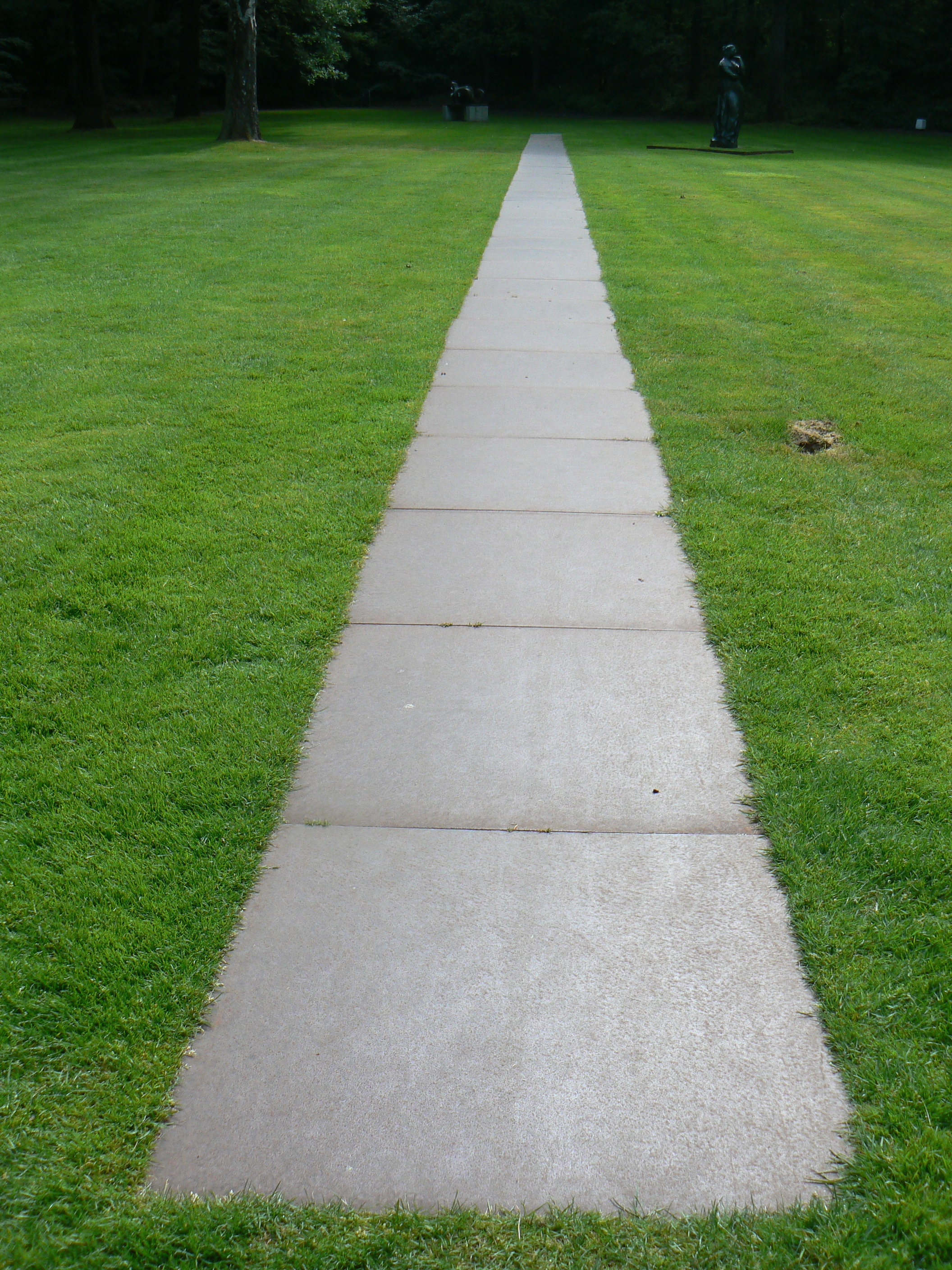
Roaring forty (1968), Carl Andre

## Przedstawiciele
- Sol LeWitt
- Robert Morris
- Dan Flavin
- Carl Andre
- Richard Serra
- Agnes Martin
- Donald Judd
- Ellsworth Kelly
- Frank Stella